# Pilar Pallarés García
Pilar Pallarés García (Culleredo, la Corunya, 29 d'abril de 1957) és una poetessa gallega llicenciada en filologia gallega per la Universitat de Santiago de Compostel·la. Poeta, assagista i crítica literària i col·laboradora habitual a revistes especialitzades. Viu a la Corunya, on imparteix classes de llengua gallega en un institut.
Comença a escriure als disset anys els seus primers versos en castellà, però el seu vehicle d'expressió definitiu serà el gallec. El 1979 guanya el Premi de Poesia Nova do Facho, a la Corunya. Va publicar Entre lusco e fusco, el seu primer llibre de poemes, l'any següent. El seu segon llibre, Sétima soidade, rep el III Premi de Poesia Esquío 1983. És l'única dona en el grup poètic De amor e desamor, que va publicar dos reculls del mateix nom. Fa part de la Xeración dos 80. Col·labora habitualment amb diverses publicacions especialitzades com Grial, Festa da palabra silenciada, Zurgai, Si scrive, Nordés i Anthropos, i ha estat articulista als diaris O Correo Galego, A Nosa Terra i El País.